# Шапошниковское сельское поселение
Шапошниковское сельское поселение — муниципальное образование в Ольховатском районе Воронежской области.
Административный центр — слобода Шапошниковка.

## Административное деление
В состав поселения входят:
- слобода Шапошникова,
- хутор Песчаный,
- хутор Ремезово.